# Faisalova mešita
Mešita Šáha Faisala, známá jako Faisalova mešita (urdsky فیصل مسجد‎), je mešita nacházející se v Islámábádu, Pákistánském hlavním městě na severu státu. Jedná se o největší mešitu v Pákistánu a o jednu z největších mešit světa. Zabírá plochu kolem 5000 čtverečních metrů, její prostory pojmou až 10 000 věřících a několik dalších desítek tisíc věřících se vejde ven okolo mešity.

## Historie
První impuls pro vybudování mešity vyvolal saúdskoarabský král Faisal bin Abdul Aziz po své návštěvě Islamabádu.
V roce 1969 proběhla mezinárodní architektonická soutěž, na které bylo představeno 43 projektů. V průběhu čtyř dnů byl vybrán projekt Tureckého architekta Vedata Dalokaya. Výstavba mešity začala v roce 1976 a byla podporována finančními prostředky od vlády Saúdské Arábie (130 milionů saúdských riálů = 120 milionů amerických dolarů). Mešita byla po saúdskoarabském králi pojmenována v roce 1975, její dokončení proběhlo v roce 1986 a začala být používána jako mezinárodní islámská Univerzita.
Po ukončení výstavby a uvedení do provozu, se spustila kritika ze strany konzervativních muslimů na přílišnou moderní architekturu ve které je mešita vystavěna.

## Vzhled
Mešita je vystavěna na kraji Islamabádu a je považována za ikonu města. Její moderní vzhled připomíná čtvercový stan přístupný ze všech čtyř stran. Na každém vrcholu čtvercového půdorysu se nachází jeden minaret. Celkem jsou zde čtyři stejné, bílé, vysoké minarety.

## Galerie

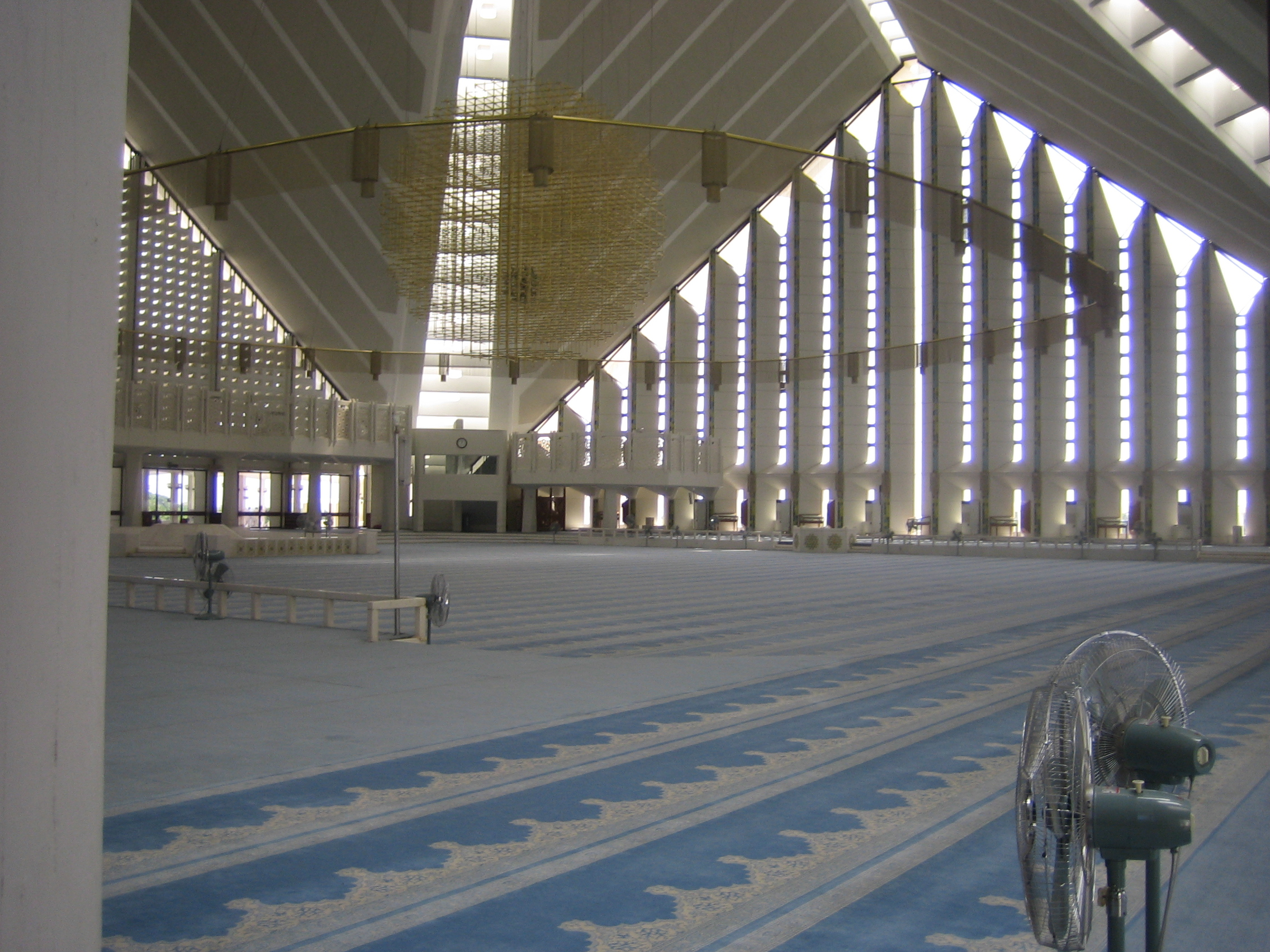
Vnitřek mešity
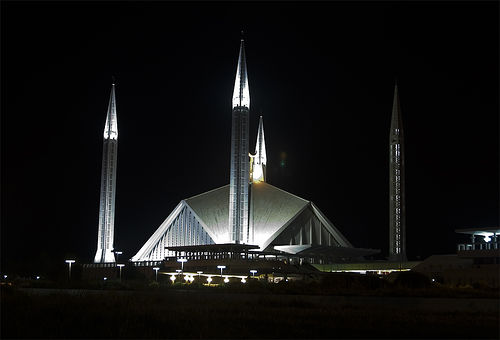
Faisalova mešita pod rouškou noci
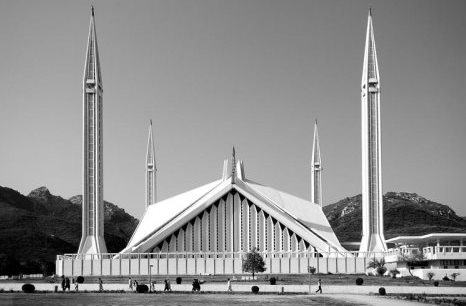
Faisalova mešita v květnu 2006
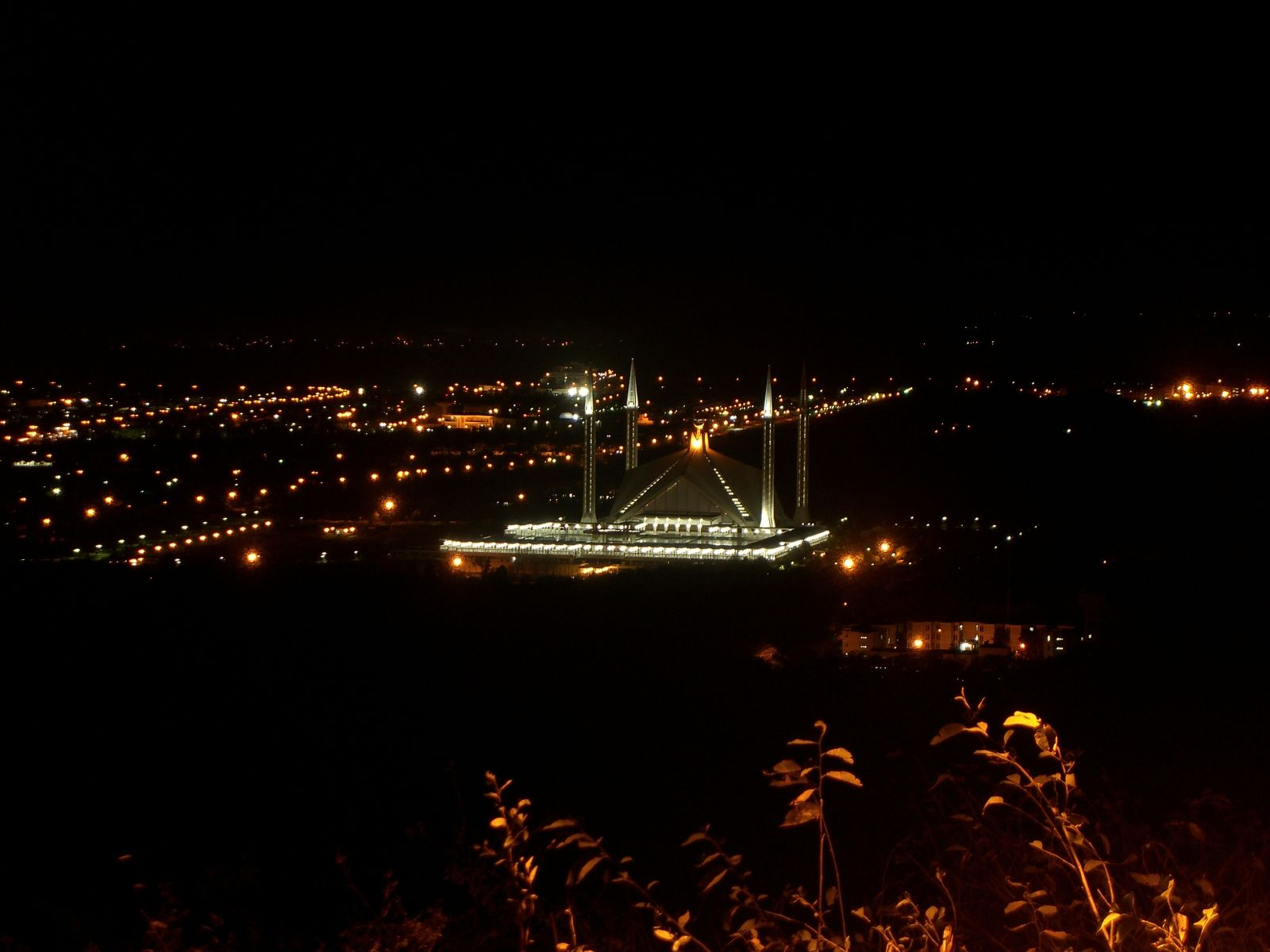
Noční pohled na mešitu a okolí